# Orologio astronomico della chiesa di Santa Maria a Lubecca

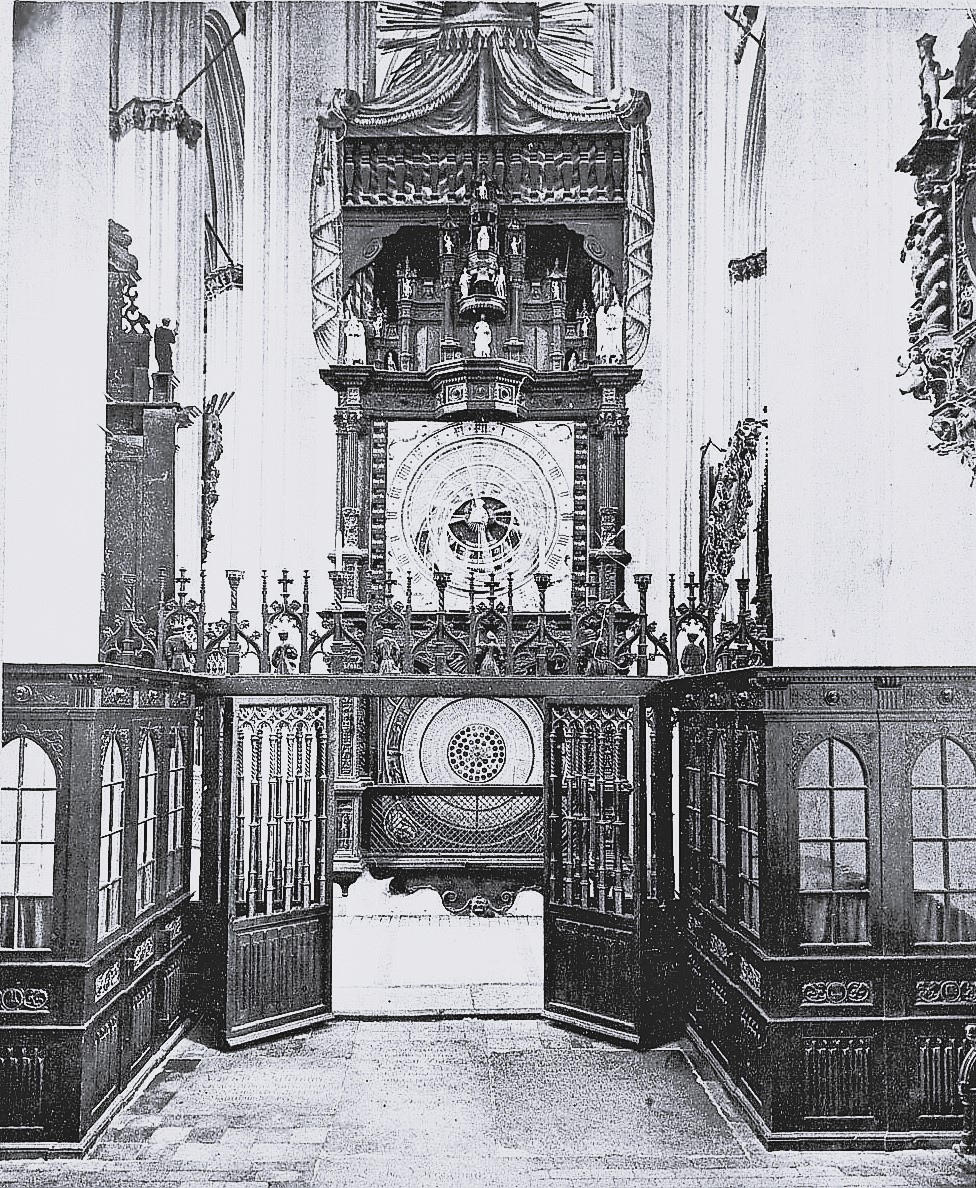
L'orologio astronomico di Mathias von Os e Hinrich Matthes.

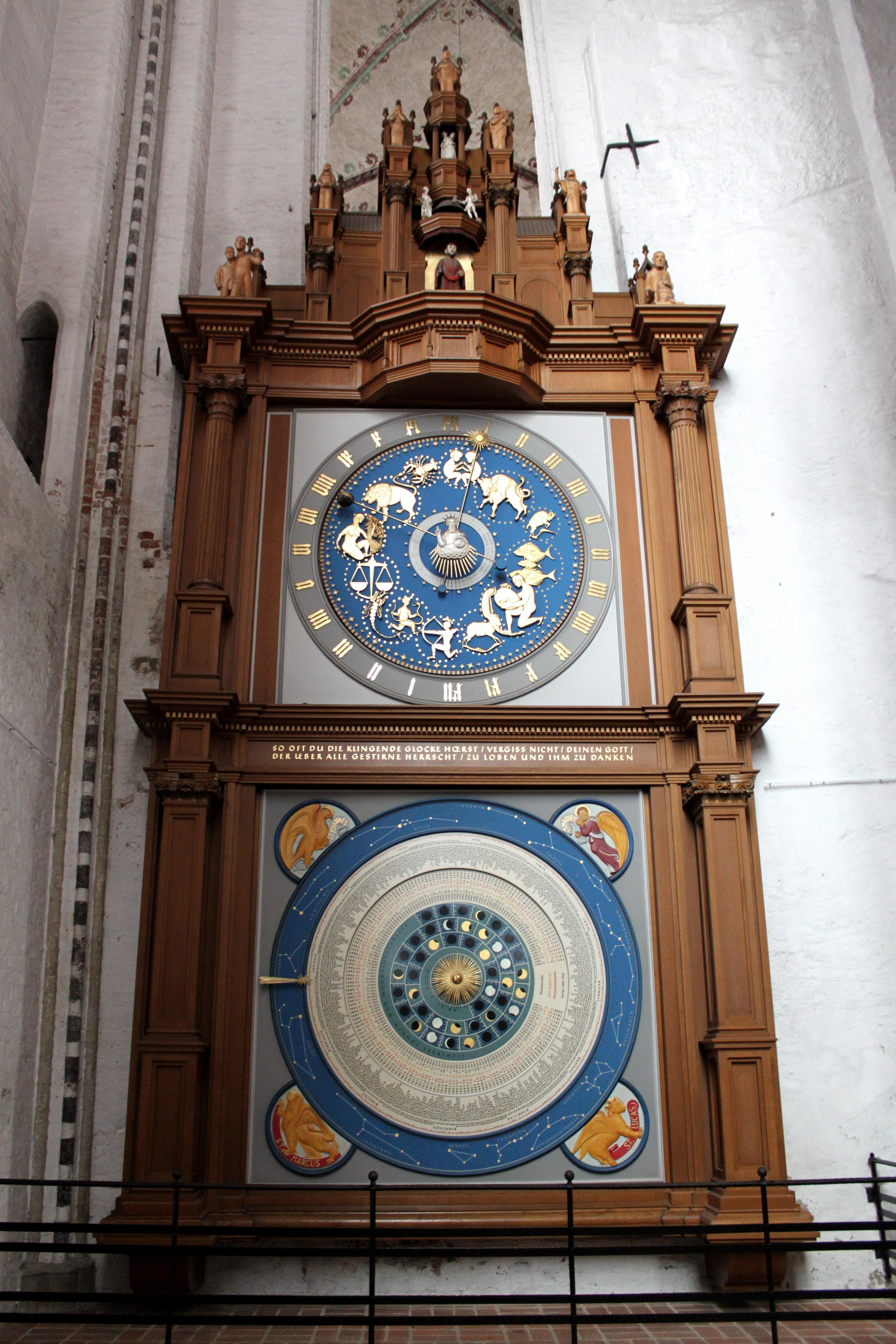
L'orologio astronomico di Paul Behrens.

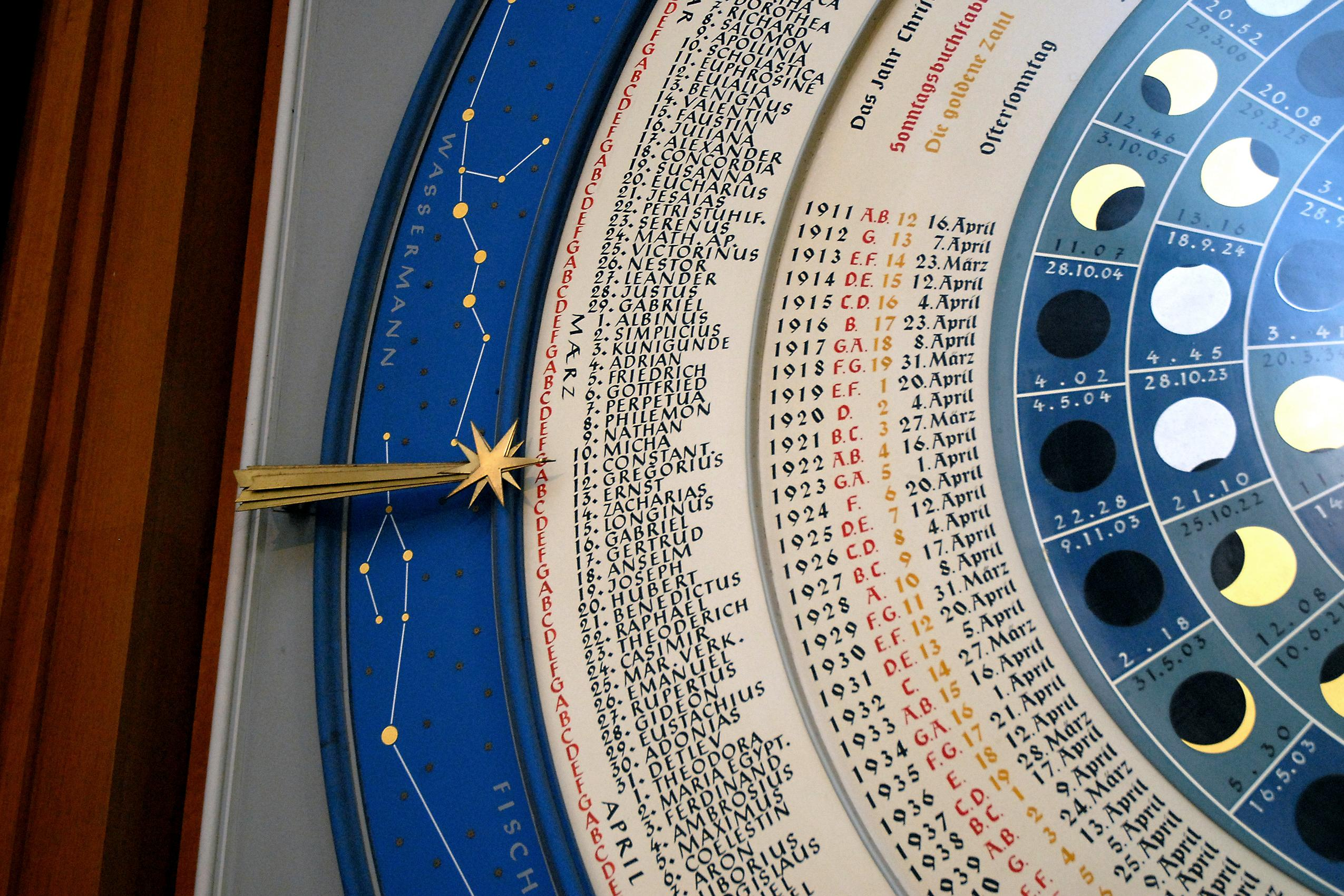
Particolare dell'orologio astronomico di Paul Behrens.

L'orologio astronomico della chiesa di Santa Maria era un monumentale orologio astronomico presente nella chiesa di Santa Maria a Lubecca, in Germania.

## Storia

### L'orologio antico
Le prime informazioni circa la presenza di un orologio astronomico all'interno della chiesa di Santa Maria risalgono al 1405. Nel 1407, dopo che un incendio lo danneggiò parzialmente, l'orologio subì un restauro. Non ci sono attestazioni su quali funzionalità avesse, ma è probabile che il meccanismo non fosse molto sofisticato e che il quadrante fosse dotato di indicazioni minime, relative solamente all'ora e ai giorni della settimana.
Fra il 1561 e il 1566 l'orologio venne interamente rifatto, in stile rinascimentale, dall'orologiaio Mathias von Os e dal carpentiere Hinrich Matthes. Analogamente ad altri orologi astronomici del periodo, come quello di Rostock, anche l'orologio della chiesa di Santa Maria a Lubecca era posizionato nel deambulatorio, fra due pilastri dietro l'altar maggiore. Per via delle sue caratteristiche tecniche e della sua precisione era considerato uno dei migliori presenti in Germania. Subì alcune riparazioni nel 1629, nel 1752-53 e nel 1888-90. Quest'ultimo intervento venne operato dalla Groß-Uhren-Fabrik di Eduard Korfhage & Söhne.
La struttura era divisa in tre parti sovrapposte: in basso il quadrante con le fasi lunari, le eclissi visibili da Lubecca, il calendario perpetuo, la data in cui cadeva la domenica di Pasqua e il numero aureo; al centro l'orologio e il planetario, comprendente il moto del Sole, della Luna, dei cinque pianeti all'epoca conosciuti (Mercurio, Venere, Marte, Giove e Saturno), le costellazioni astronomiche e il dodici segni zodiacali astrologici; in cima un carillon di quattordici campane e numerosi personaggi, fra i quali uno scheletro, due angeli e le personificazioni del tempo e della caducità.
A mezzogiorno, mentre il carillon suonava, un congegno meccanico faceva partire un corteo di statue formato dall'imperatore e dai sette principi elettori del Sacro Romano Impero, che, uscendo da una porticina, sfilavano davanti a una statua di Cristo benedicente per poi rientrare in un'altra porticina. Quattro personaggi, ai lati del quadrante superiore, raffiguravano Prometeo, Albumazar, Aristotele e Platone. Sopra l'innesto delle lancette era presente un busto di Gesù. Il quadrante inferiore, invece, era contorniato dalle figure dei quattro evangelisti.
Fra il quadrante superiore e quello inferiore erano presenti due pannelli, separati da una figura allegorica. Il pannello di sinistra diceva:
Mentre quello di destra riportava la scritta:
Nella parte inferiore, ai lati del quadrante della fasi lunari, c'era l'elenco dei restauri effettuati:

In occasione del restauro del 1888-90 venne aggiunto:
Secondo alcuni studiosi l'orologio astronomico ispirò a Dietrich Buxtehude, che era organista presso quella chiesa, la realizzazione di almeno due composizioni: la passacaglia in re minore BuxWV 161, per organo, nella quale la struttura delle variazioni riproduce con esattezza i giorni del ciclo lunare, e la raccolta di sette suite Die Natur, oder Eigenschaft der Planeten, per clavicembalo, nelle quali erano rappresentate la natura e le proprietà dei pianeti.
L'orologio venne completamente distrutto durante il bombardamento di Lubecca del 1942, ma di esso si conserva ancora parte del quadrante cinquecentesco originale, che, durante il restauro alla fine del XIX secolo, venne sostituito e spostato nel museo storico di Sant'Anna, dove è attualmente conservato.

### L'orologio moderno
Il nuovo orologio astronomico, anziché dietro l'altar maggiore, è collocato nel transetto di sinistra, dove, prima del conflitto, c'era la cappella della danza macabra. Venne realizzato fra il 1960 e il 1967 da Paul Behrens, un orologiaio di Lubecca.
Non si tratta di una copia esatta dell'originale, ma di una copia molto semplificata, sia nel meccanismo che nelle decorazioni. L'orologio mostra solamente l'ora, il calendario perpetuo, i tredici segni astronomici, la data in cui cade la Pasqua e il numero aureo. Il moto del Sole, della Luna, dei pianeti e i dodici segni astrologici non ci sono, così come non sono state ricostruite la maggior parte delle decorazioni originarie.
A mezzogiorno suona una campana posta sulla cima, e, da due porte, un congegno meccanico fa sfilare davanti a Cristo benedicente alcuni personaggi. Nel nuovo orologio astronomico, anziché l'imperatore e i sette principi elettori del Sacro Romano Impero, ci sono otto rappresentanti delle varie razze e dei popoli del mondo.